# 바키타
바키타(Phocoena sinus, 영어: vaquita porpoise)는  '바다의 판다'라는 별명을 가진 돌고래로 쇠돌고래 중 희귀종이다. 코르테스 해에만 서식하는 고유종이다. 현존하는 개체수의 측정치는 다양한데, 100에서 300까지 있었으나, 2019년 발표된 자료에 따르면 2018년 가을의 개체수는 약 10마리로 추정된다. "바키타"(vaquita)는 에스파냐어에서 작은 소를 의미한다.

## 외관
바키타는 쇠돌고래과의 종들과 비슷하게 생겼으며, 다른 종보다 작으며, 고래류에서 가장 작은 종이기도 하다. 개체의 몸길이는 암컷의 경우 최대 150cm, 수컷의 경우 140cm 정도까지 자라며, 몸무게는 50킬로그램 정도이다. 눈 주위에는 검은 고리모양이 있으며, 입술에는 점들이 있다. 몸의 윗부분은 옅거나 짙은 회색이며, 아랫부분은 흰색이거나 옅은 회색이다. 가슴지느러미는 몸의 크기에 비해서는 큰 편이며, 등지느러미도 크고 갈고리 모양이다. 두개골은 작고 부리 또한 몸크기에 비교해서 짧고 넙죽하다.

## 서식지
바키타는 얕고 흐린 석호, 해안가에서 서식하며, 수심 30미터이상의 바다에서는 보이지 않는다. 등이 뒤에 보일정도만큼 얕은 석호에서도 생존할 수 있다.
바키타는 멕시코 칼르포르니아만 북부를 정점으로 하는 한변의 길이가 64km정도에 불과하는 얕은 해안에 서식한다.

## 특징
1. ↑  국제자연보호연맹. “Cetacean Update of the 2008 IUCN Red List of Threatened Species” (PDF). 2013년 5월 16일에 원본 문서 (PDF)에서 보존된 문서. 2008년 8월 21일에 확인함.
2. ↑  Whales, Dolphins and Porpoises, Carwardine, 1995, ISBN 0-7513-2781-6
3. 1 2  Aquarium Passport Book, Aquarium of the Pacific 2005
4. ↑  Armando M. Jaramillo-Legorreta, Gustavo Cardenas-Hinojosa, Edwyna Nieto-Garcia, Lorenzo Rojas-Bracho, Len Thomas, Jay M. Ver Hoef, Jeffrey Moore, Barbara Taylor, Jay Barlow and Nicholas Tregenza (2019년 7월 31일). “Decline towards extinction of Mexico's vaquita porpoise (Phocoena sinus)”. 《The Royal Society》.